# Adzopé
Adzopé är en stad i sydöstra Elfenbenskusten, i distriktet Lagunes. Den är huvudort för regionen La Mé, departementet Adzopé och underprefekturen Adzopé. Det är också en kommun. Vid folkräkningen 2014 hade staden en befolkning på 58 722.
Bland personer från staden kan nämnas fotbollsspelarna Hervé Guy och Igor Lolo.